# Elmer Diktonius
Elmer Rafael Diktonius, född 20 januari 1896 i Helsingfors, Finland, död 23 september 1961 i Grankulla, Finland, var en finlandssvensk författare, översättare, litteratur- och musikkritiker samt tonsättare. Han var en av de ledande gestalterna inom den finlandssvenska litterära modernismen tillsammans med Edith Södergran, Hagar Olsson och Gunnar Björling. 

## Biografi
Elmer Diktonius var i unga år inställd på att bli kompositör, och tonsatte bland annat dikter av Vilhelm Ekelund och Gustaf Fröding, som framfördes vid Helsingfors musikinstitut i maj 1920 men möttes av ett svalt mottagande. 
Skrivandet tog dock snart överhanden, och 1921 debuterade Diktonius med Min dikt, en expressionistisk och revolutionsromantisk aforismsamling präglad av tidsandan åren kring Finska inbördeskriget och inte minst vänskapen med den kommunistiske aktivisten Otto Ville Kuusinen. I de senare böckerna, som rymmer i huvudsak dikter men även aforismer, essäer och noveller samt romanen Janne Kubik (1932), var den politiska udden nedtonad, men hela författarskapet präglas av viljan att bryta med den borgerliga estetiken, att skaka om och omskapa det litterära språket, bland annat genom att bejaka talspråkets lyriska kvaliteter och ämnesmässigt ohämmat röra sig mellan högt och lågt.
Diktonius spelade en av huvudrollerna för modernismens genombrott i den svenskspråkiga litteraturen, framför allt genom diktsamlingarna fram till och med 1930 års Stark men mörk. 1923 utgav han diktantologin Ungt hav, en samling tidiga översättningar till svenska av bland andra Ezra Pound, Carl Sandburg och Edgar Lee Masters. Han var även en av de drivande krafterna för tidskrifterna Ultra (1922) och Quosego (1928–29), vars betydelse som samlingsplatser för de finlandssvenska modernisterna knappast kan överskattas.
Diktonius senare levnad förmörkades av alkoholism och Alzheimers sjukdom. Han ligger begravd på Sandudds begravningsplats i Helsingfors.
Elmer Diktonius privata arkiv finns hos Svenska litteratursällskapet i Finland.

## Bibliografi

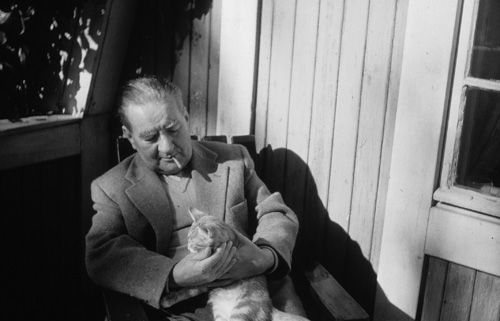
Den gamle Diktonius.

### Samlingar och urval
- Hård början. Helsingfors: Schildt. 1946. Libris 496225 - Innehåll: Min dikt och Hårda sånger.
- Ringar i stubben : dikter och småprosa 1918-1953 / redigerad av Jörn Donner ; med teckningar av Tapio Tapiovaara. FIB:s lyrikklubbs bibliotek, 0425-5232 ; 8. Stockholm: FIB :s lyrikklubb. 1954. Libris 1493386
- Dikter 1912-1942 / [red. av Olof Enckell]. Helsingfors: Schildt. 1955. Libris 2616790
- Prosa 1925-1943. Helsingfors: Schildt. 1955. Libris 2616793
- Meningar : [1921-1943]: Aforismer ; Musik ; Kivi och Södergran ; Människor, böcker, städer, natur / [red. av Olof Enckell]. Helsingfors: Schildt. 1957. Libris 2125124
- Runoja / suomentanut Viljo Kajava. Helsinki: Otava. 1963. Libris 2463848
- Maine hellus : luuletusi ja aforisme / rootsi keelest tõlkinud Jaan Kross. Loomingu raamatukogu, 99-0525708-X ; 1968:4. Tallinn: Perioodika. 1968. Libris 3320498
- Dikter och prosa / urval och inledning av Thomas Warburton. Trend pocket. Stockholm: Rabén & Sjögren. 1975. Libris 7233167. ISBN 9129439515
- Frysom : lysom! : Elmer Diktonius och Gunnar Ekelöf brevväxlar / sammanställt av Ulf Thomas Moberg. [Bromma]: Cinclus. 1984. Libris 477315
- Samlade dikter / introduktion: Thomas Warburton ; sammanställning och efterord: Andreas Gedin. Stockholm: Wahlström & Widstrand. 1987. Libris 7281210. ISBN 9146153977
- Elmer Diktonius brev / utgivare: Jörn Donner & Marit Lindqvist. SSLS 595. Helsingfors: Svenska litteratursällskapet i Finland. Libris 7903072. ISBN 9515830192. https://digi.kansalliskirjasto.fi/teos/binding/2096675?page=1
- Kirjeitä ja katkelmia / toimittaneet Jörn Donner ja Marit Lindqvist. Helsingissä: Otava. 1995. Libris 7809569. ISBN 9511140000
- Ett urval dikter. Lovisa: Lovisa gymnasium. 1996. Libris 2261317
- Och så vill jag prata med dig : brevväxlingen mellan Eyvind Johnson och Elmer Diktonius / redigering och kommentarer av Örjan Lindberger. [Eyvind Johnson-sällskapets årsbok], 1401-1352 ; [1997]. Stockholm: Bonnier i samarbete med Eyvind Johnson-sällskapet. 1997. Libris 7149678. ISBN 9100564346
- Den finlandssvenska dikten, 7 [urval: Bo Carpelan]. Stockholm: Bonnier. 2001. Libris 7150880. ISBN 9100577308
- "-inte slocknar bokstäverna blott man blåser på dem." : breven mellan Ebbe Linde och Elmer Diktonius / urval, förord och kommentarer: Paulina Helgeson. Ebbe Linde sällskapets skriftserie, 1651-9329. Göteborg: Ebbe Linde sällskapet. 2001. Libris 8414858. ISBN 9197424218
- Gräs och granit : aforismer och dikter = Gras und Granit : Aphorismen und Gedichte, 1921-1954 / herausgegeben, aus dem Schwedischen und mit einem Vorwort von Klaus-Jürgen Liedtke und einem Nachwort von Anders Olsson. Finnlandschwedische Literatur der Avantgarde ; 2. Münster libris=17155222: Kleinheinrich. 2014 - Parallelltext på tyska och svenska.
- Ultra och Quosego / inledning av Clas Zilliacus (Faksimilutgåva). Helsingfors: Svenska litteratursällskapet i Finland. 2014. Libris 12055084. ISBN 9789515831712 - Tidskrifterna Ultra (1922) och Quosego (1928-1929) innehåller bidrag av Diktonius.

### Tolkningar och översättningar
- Ungt hav : ny dikt i översättning. Helsingfors: Schildt. 1923. Libris 1705943 - Innehåller dikter av Edgar Lee Masters, Ezra Pound, Carl Sandburg, Alfred Mombert, Kurt Heynicke, Fredrik Nygaard och Uuno Kailas.
- Leino, Eino (1931). Lyriskt urval / sammanställt och översatt av Elmer Diktonius. Helsingfors. Libris 352931
- Sandburg, Carl (1934). Dikter i urval / översättning av Elmer Diktonius, Artur Lundkvist och Erik Blomberg. Stockholm. Libris 32149
- Fridegård, Jan (1943). Karu nuoruus / suomentanut Elmer Diktonius. Helsinki: Tammi. Libris 1680214 - Översättning till finska av: Jag Lars Hård, Tack för himlastegen och Barmhärtighet.
- Vala, Katri (1943). Vår sång : lyriskt urval / svensk tolkning av Elmer Diktonius ... Stockholm: Bonnier. Libris 1421907
- Kivi, Aleksis (1948). Sju bröder / översatt av Elmer Diktonius ; ill. av Marcus Collin. Helsingfors: Schildt. Libris 746712
- Pound, Ezra (1974). 8 dikter / i tolkning av Elmer Diktonius. Staffanstorp: Cavefors. Libris 7401881. ISBN 9150404024

## Priser och utmärkelser
- 1940 – De Nios Stora Pris
- 1955 – Svenska Akademiens översättarpris

## Dramatiska verk om Elmer Diktonius
Dramatikern Magnus Nilssons skådespel Guds djärvaste ängel hade urpremiär med Teatergruppen Oktober 1987 och handlar om relationen mellan Elmer Diktonius och den likaledes finlandssvenska poeten Edith Södergran. Pjäsen har gjorts i ett flertal uppsättningar genom åren, däribland en version för Sveriges Television 1990.